# Donatien Mary
 (octobre 2017).
Si vous disposez d'ouvrages ou d'articles de référence ou si vous connaissez des sites web de qualité traitant du thème abordé ici, merci de compléter l'article en donnant les références utiles à sa vérifiabilité et en les liant à la section « Notes et références ».
Donatien Mary, né le 16 mai 1983, est un illustrateur et auteur français de bande dessinée.

## Biographie
Diplômé des Arts décoratifs de Strasbourg en 2007, Donatien Mary est illustrateur pour la presse, pour l'édition jeunesse et auteur de bande dessinée. Il développe un univers singulier, recourant à des techniques nouvelles à chaque album : gommes, eaux-fortes, linogravure, aquatintes ou gravures sur bois.
En 2020, il reçoit une « Mention » au prestigieux prix international, le Prix BolognaRagazzi, dans la catégorie Fiction, à la Foire du livre de jeunesse de Bologne pour Le Roi de la lune qu'il a illustré sur un texte de Bérengère Cournut.

## Publications
- La Comète, avec Didier de Calan & Matthias Picard, Phosphène, 2010
- Les Derniers Dinosaures, avec Didier de Calan, Éditions 2024, 2010
- Le fantôme de Karl Marx, avec Didier de Calan, Les petits Platons, 2010.
- Que la bête fleurisse, Cornélius, 2014
- Le Premier Bal d'Emma, avec Sophie Dutertre, Éditions 2024, 2017
- Commissaire Kouamé, avec Marguerite Abouet, Gallimard Jeunesse, 2017
- Le roi de la Lune, texte de Bérengère Cournut, éditions 2024, 2019
- Le roi de la Lune et le robot zinzin, texte de Bérengère Cournut, éditions 2024, 2022.

## Expositions
- Les Derniers Dinosaures, Pavillon Jeunes Talents, Festival d'Angoulême 2011, Angoulême.
- Le Bal des Bourglout's, d'après Le Premier Bal d'Emma, avec Sophie Dutertre, Maison Fumetti, Festival Fumetti 2017, Nantes.